# Reposaari
Reposaari (suédois : Räfsö) est une île située dans l'estuaire de la rivière Kokemäenjoki dans le golfe de Botnie au sud de la Finlande.
Reposaari est aussi un quartier de la commune de Pori.

## Description
Reposaari est desservi par la seututie 269.

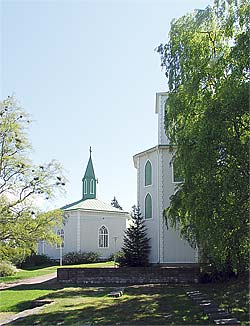
L'église de Reposaari.
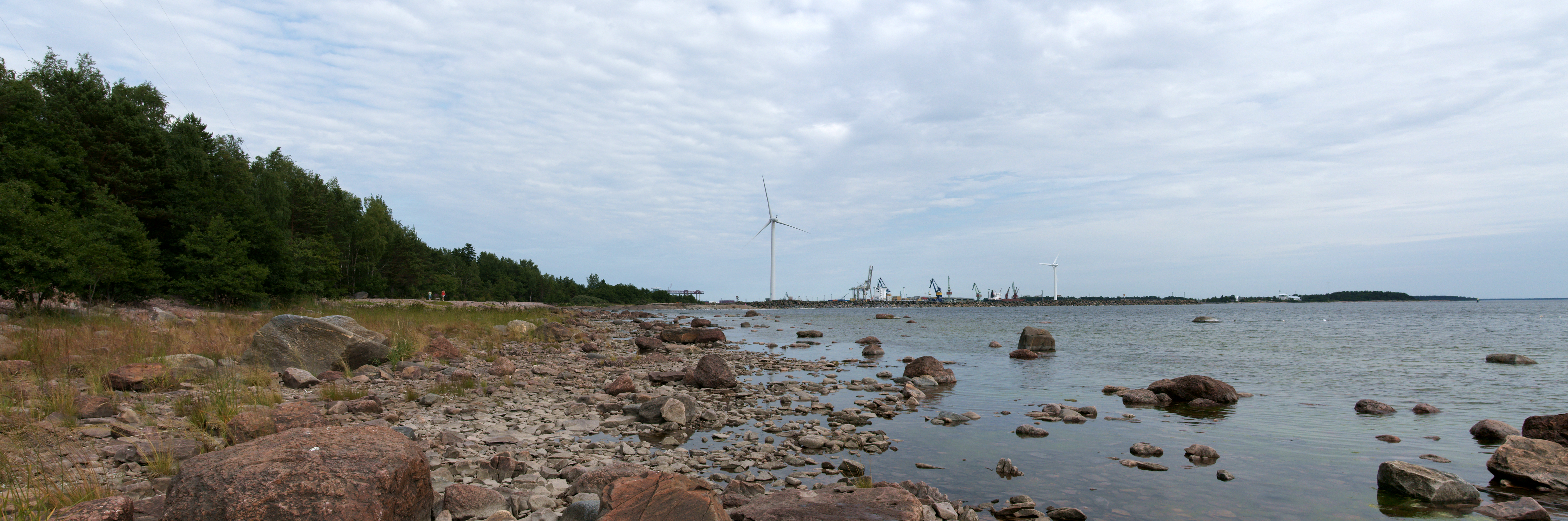
La plage du parc Linnakepuisto.
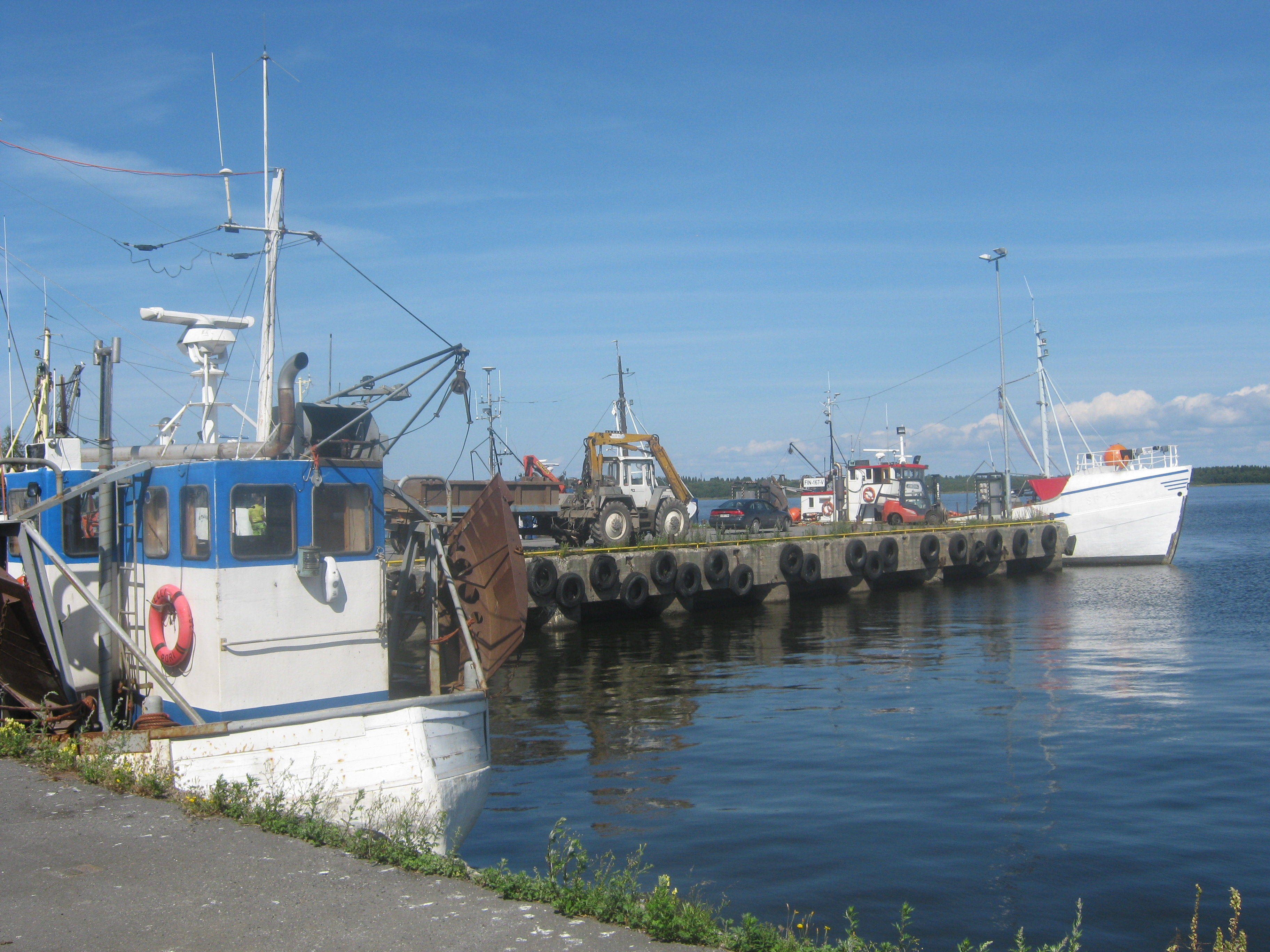
Le port de pêche.
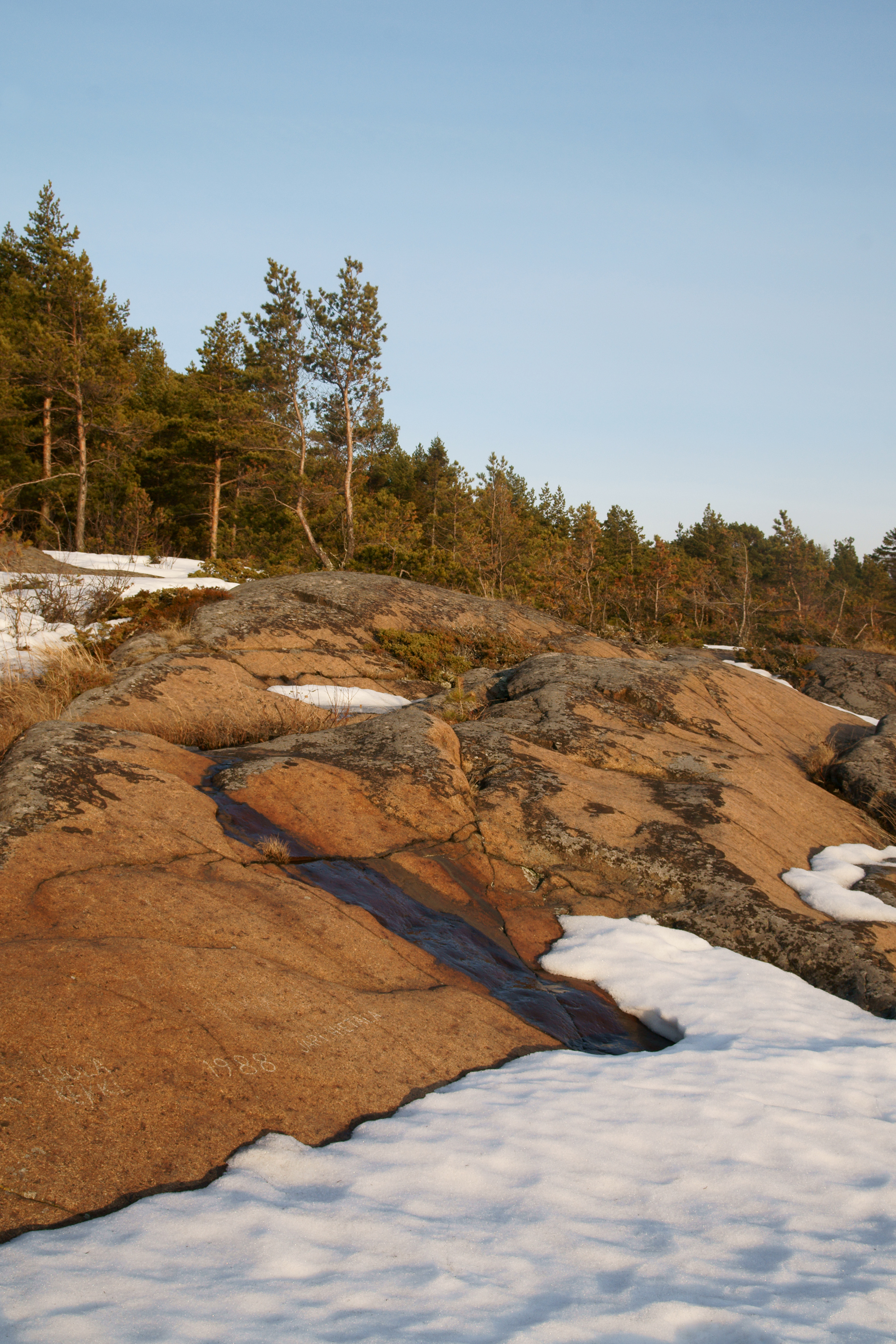
Rochers.